# Xiangdian (socken i Kina, Shandong)
Xiangdian (kinesiska: 香店, 香店街道) är en socken i Kina. Den ligger i provinsen Shandong, i den östra delen av landet, omkring 270 kilometer öster om provinshuvudstaden Jinan. Antalet invånare är 36263. Befolkningen består av 17 837 kvinnor och 318 426 män. Barn under 15 år utgör 15,0 %, vuxna 15-64 år 74 %, och äldre över 65 år 9,0 %.
Genomsnittlig årsnederbörd är 735 millimeter. Den regnigaste månaden är juli, med i genomsnitt 230 mm nederbörd, och den torraste är januari, med 11 mm nederbörd.